# 라미즈 알리아
라미즈 타퍼 알리아(알바니아어: Ramiz Tafë Alia, 1925년 10월 18일~2011년 10월 7일)는 알바니아의 정치인이다.  엔베르 호자의 후계자로 지명돼 알바니아 노동당 서기장을 역임하였으며, 민주화 이후 초대 알바니아의 대통령을 지냈다.

## 인물과 경력

### 어린 시절 및 정치 경력

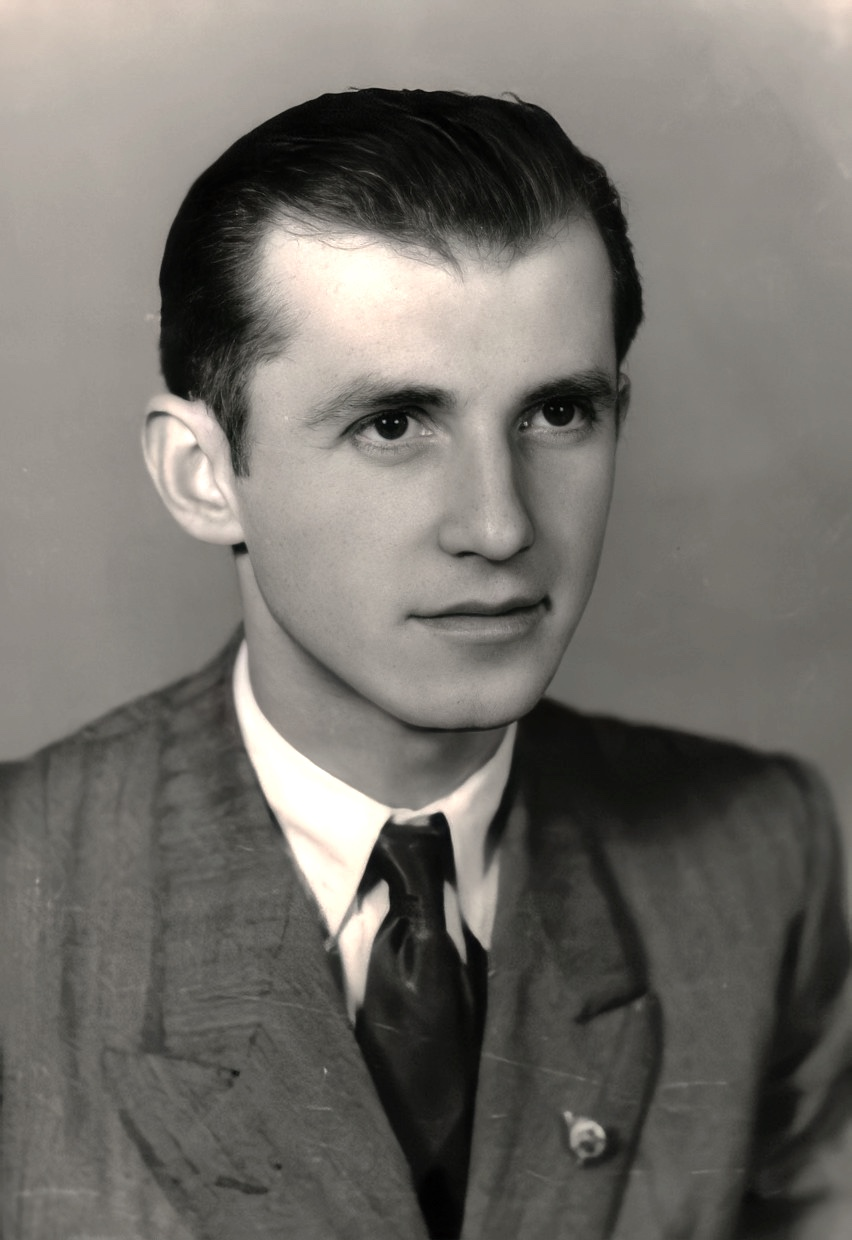
젊은 시절의 알리아(1950년)

알리아는 1925년에 태어났다. 그는 20세 이전에 알바니아 공산주의 운동에 참가하였다. 엔베르 호자 아래에서 두각을 나타내며 1961년 알바니아 노동당 (APL) 정치국의 구성원이 되었고, 1982년 하지 레시 (Haxhi Lleshi)의 뒤를 이어 국가 원수 및 인민의회간부회 의장이 되었다.

### 알바니아 노동당 서기장
1985년, 알리아가 호자의 뒤를 이어 알바니아 노동장 서기장이 되었을 때 알바니아는 위기 상황에 빠져 있었다. 정치적 무관심과 냉소가 널리 확산되고, 많은 국민들이 정부의 가치를 부정하고 있었으며, 활발치 못한 식량 생산과 항시적인 물품 부족, 경제 침체는 개선의 징후가 없었다. 사회 통제와 절제심은 부식되고, 지식 계급은 엄격한 알바니아 노동당의 통치에 저항하고 정부가 인권을 억눌러온 것을 비판하기 시작하였다.
알리아는 알바니아 내의 문제를 인식하고 사회 체제의 변화를 꾀하기 시작하였고, 경제 체제의 변화를 목표로 경제적 효율을 개선하기 위해 특정 부문에서 가격 개혁과 경제의 분권화를 추진했으나, 경제 체제의 근본적인 개혁은 이루어지지 않았다. 알리아는 검열 정책을 배제하지 않았으나, 알바니아의 사회 문제에 대해 공공연히 논의하거나, 작가와 예술가가 문화적인 문제에 대해 토론하는 것을 허용하였다. 인권 측면에서는 알바니아의 인권 문제에 대한 국제 비판이 잇따르자 여러 가지 정치적 지배와 대규모 규제 적용을 폐지하고, 1986년과 1989년에 전면 사면을 통해 많은 장기수를 석방하였다. 한편 알리아는 폐쇄적인 알바니아와 외국과의 관계를 단계적으로 개선하고, 그리스, 이탈리아, 터키, 유고슬라비아와의 관계를 강화하였다. 덧붙여, 여행 및 관광 제한 완화는 알바니아 관광업에 힘을 보태주었다.
하지만 기득권을 쥐고 있는 관료들은 자신들의 지위를 잃을 것을 우려하고 개혁에 계속해서 저항했으며, 알바니아 정부는 결과적으로 억압적인 정치 체제의 끝을 볼 생각이 없었다. 이 영향으로 1990년 12월, 학생들이 수도 티라나의 엔베르 호자 대학교 (지금의 티라나 대학교)에서 구호를 외치면서 독재 정치의 종말을 요구하는 행진을 시작하였고, 참가자 수는 약 3,000명에 이르며 기동대와 충돌하였다. 1990년 말에는 5,000명이 그리스 국경을 넘어 출국했으며, 경제 불황으로 출국하는 젋은 사람들이 난민의 대부분을 차지하게 되었다.

### 다당제 도입, 대통령 취임
1991년 대중의 저항으로 알바니아는 민주화되었고, 알리아는 알바니아 노동당을 알바니아 사회당으로 개명하고 민주화된 알바니아의 국가 원수인 대통령에 취임했으나 심각한 경제 위기 속에서 위기에 직면하게 되었다.
1992년 봄 총선에서 알바니아 민주당 (ADP)의 압도적인 승리 이후, 알리아는 1992년 4월 대통령 직에서 물러났다. 그 달, 알바니아 인민 의회는 알바니아의 새 국가 원수로 알바니아 민주당의 지도자 살리 베리샤를 선출하였다.

## 같이 보기
- 알바니아의 역사
- 알바니아의 대통령 목록